# Christiania (dokumentarfilm)
 For alternative betydninger, se Christiania (flertydig). (Se også artikler, som begynder med Christiania)
Christiania er en dansk dokumentarfilm fra 1977 instrueret af Ove Nyholm og Flemming Colstrup.

## Handling
Ude på Christianshavn lå Bådsmandsstrædes Kaserne, og lige overfor boede folk i Alladinkvarteret tæt stuvet sammen. En dag ville de ikke mere blot drømme om militærets 'legeplads', de brækkede hul i plankeværket og gik ind. Det blev starten til Christiania - da det danske militær i 1971 forlod stedet.